# Mærsk Mc-Kinney Møller
Arnold Mærsk Mc-Kinney Møller, född 13 juli 1913 i Hellerup, död 16 april 2012 i Köpenhamn, var en dansk skeppsredare i A.P. Møller-Mærsk A/S (Maersk) och mecenat.
Mærsk Mc-Kinney Møller var son till skeppsredaren Arnold Peter Møller och dennes maka Chastine Mc-Kinney. Med hustrun Emma (1913-2005) fick han tre döttrar: Leise Mærsk Mc-Kinney Møller (född 1941), Kirsten Mærsk McKinney Olufsen (född 1944) och Ane Mærsk Mc-Kinney Uggla.
Mærsk Mc-Kinney Møller blev delägare i faderns rederier 1940. Under andra världskriget skickades han till USA för att sköta verksamheten utanför blockaden mot Tyskland. Mc-Kinney Møller övertog ledningen i A.P. Møller Gruppen vid sin fars död 1965. Företaget fortsätter att växa. Som redare fattade Mc-Kinney Møller några strategiskt riktiga beslut. Tankerflottan såldes i rätt tid och satsningen på containerfartyg var också vältimad. Under hans tid utvidgades verksamheten också till nya områden som oljeutvinning, handel, industri och luftfart. Han trädde delvis tillbaka från den dagliga skötseln av företaget 1993, och överförde ansvaret till skeppsredaren Jess Søderberg, men fortsatte som styrelseordförande till 2003. Vid en ålder av nittio år gick Mærsk Mc-Kinney Møller i pension. Han kvarstod dock som en av huvudägarna till firman A.P. Møller och som styrelseordförande i A.P. Møller og Hustru Chastine Mc-Kinney Mærsk Møllers Fond til almene Formaal.
År 2004 fick den danska staten Operaen på Holmen i gåva av fonden. Møller fick storkorset av Danska Dannebrogsorden  1983 och blev riddare av Elefantorden 2000 och kunde såsom sådan tituleras excellens. Vid sin död var han den enda levande dansk som innehade Elefantorden utan att ha tillhört det danska konungahuset. Han tilldelades även Norska Sankt Olavsorden samt isländska, japanska, brittiska och thailändska ordnar.
Mærsk Mc-Kinney Møller avled den 16 april 2012 vid en ålder av 98 år.